# الوطن الأكبر

أحمد شفيق كامل مؤلفها

الوطن الأكبر أو وطني حبيبي هو نشيد للوطن العربي ألفه أحمد شفيق كامل ولحنه محمد عبد الوهاب وغناه مجموعة من الفنانين عام 1960.

## تاريخ النشيد
- مع ولادة الجمهورية العربية المتحدة بالاتحاد بين مصر، وسوريا، انطلقت الأغاني الوطنية مرحبة بهذا الإنجاز الذي كان حلماً للكثير من العرب، وكان عبد الوهاب من المرحبين بهذه الوحدة فقدم أغنيته الجميلة «يا إلهي انتصرنا بقدرتك» (كلمات حسين السيد) عام 1958.
- في يناير 1960 قُدم هذا النشيد احتفالاً بوضع حجر الأساس للسد العالي وقد غناه أولاً عبد الحليم حافظ، وصباح، وهدى سلطان، وشادية، ونجاة الصغيرة، ثم ظهر النشيد المسجل والمصور الذي نسمعه الآن والذي يشترك فيه الفنانون السابق ذكرهم باستثناء هدى سلطان، وبإضافة وردة الجزائرية، وفايدة كامل. وهناك بعض الاختلاف في الكلمات والألحان بين النشيد الذي ظهرت فيه هدى سلطان، وبين النشيد الذي ظهرت فيه وردة وفايدة، ومن غير المعروف سبب هذا التغيير في الكلمات، والألحان، والفنانين.
- هناك تسجيل آخر لهذا النشيد بصوت محمد عبد الوهاب على العود، وهو مقارب للنشيد الأول الذي ظهرت فيه هدى سلطان.
- اشتركت الفنانة فايزة أحمد في التدريبات الأولية لهذا اللحن، لكنها انسحبت منه بسبب خلافها مع الفنانات المشاركات معها في غناء النشيد، ويبدو أنها ندمت لاحقاً على عدم مشاركتها في هذا النشيد لأنها شاركت في أناشيد أخرى من ألحان عبد الوهاب لكنها لم تكن في مستوى هذا النشيد ولا نجاحه.
- عبد الوهاب أيضاً لم يشارك في غناء هذا النشيد (لسبب غير معلوم) رغم أنه شارك في غناء أناشيد أخرى مثل الجيل الصاعد، وصوت الجماهير.

وطني حبيبي يا وطني الأكبر هي أوبريت عربي قام بتلحينه الفنان الراحل محمد عبد الوهاب عام 1960 وقام بالغناء نخبة من فناني العصر الذهبي في مصر والوطن العربي وهم على الترتيب عبد الحليم حافظ ثم صباح ثم فايدة كامل ثم شادية ثم وردة الجزائرية ثم نجاة الصغيرة ثم كوبليه آخر لعبد الحليم حافظ.
ويعد هذا المقطع من أهم أعمال الفنان الراحل محمد عبد الوهاب ومعه هذه النخبة الكبيرة من الفنانين العرب.

## شعبية النشيد

### آراء النقاد
- هناك عدة أسباب أدّت إلى نجاح هذا النشيد أكثر من أناشيد كثيرة أخرى، وجعله من الأغاني المرغوب سماعها حتى يومنا هذا:

1. ذكره لمفاهيم شاملة مثل الوحدة العربية، وهو مفهوم يوجد من يؤمن به في أقطار عربية كثيرة.
2. عدم تحيزه لنظام سياسي معين أو فلسفة سياسية معينة.
3. لم يذكر في النشيد اسم أي زعيم عربي.
4. سلاسة اللحن وخلوه من التعقيد، وإن كان هذا الحكم يخضع للتقييم الشخصي لكل مستمع على حدة.

- لكن في المقابل هناك من انتقد هذا النشيد، إذ انتقد موسيقار مصري «كذب» النشيد في عبارات مثل «وانتصاراته.. مالية حياته» على اعتبار الهزائم الكثيرة التي تكبدها العرب، وهو تحميل للنشيد أكثر مما يحتمل، إذ أن النشيد ظهر أيام الوحدة بين مصر، وسوريا، وهذا يراه الكثيرون انتصاراً، كما أنه ظهر قبل هزيمة الجيوش العربية في حرب 1967 بأكثر من سبع سنوات.

[بحاجة لمصدر]

### تقليد النشيد
قُلِدَّ النشيد عدة مرات مع الحفاظ على نفس اللحن لكن مع تغيير الكلمات من عديد النشطاء والشعراء العرب لتعبّر عن إحباطهم بالحالة العربية الراهنة، مثل نسخة الشاعر المصري محمود عبد الله في 2010 ("وطني (نصيبي) الوطن الأكبر - يوم ورا يوم (أزماته) بتكتر - و (انكساراته) ماليه حياته - وطني (بيُنهَب وبيُستَعْمَر)") ونسخة بها نقد لاذع لقطر في برنامج باسم يوسف المصري يوم 5 أبريل 2013 بعنوان "قطري حبيبي الأخ الأصغر". كما استخدمت الأغنية في فيديوهات لبعض الناشطين المعارضين لحكم الجيش بمصر في 2012 بعنوان ""وطني حبيبي كلوه العسكر".
كما قام بأدائها العديد من المغنين في برامج مسابقات غنائية، أو بأصوات محلية.